# 長徳寺 (新発田市)
長徳寺（ちょうとくじ）は、新潟県新発田市にある仏教寺院。堀部武庸の生家中山家の菩提寺である。武庸が新発田から旅立つ時に植えたとされる石台松（現在は二代目）と赤穂浪士の木像が収められている義士堂がある。毎年吉良邸討ち入りの12月14日に彼を偲び義士祭が行われる。

## 境内の中の義士堂
1912年（明治45年）5月10日福岡の頭山満、のちに中央義士会を創立した福本日南らの支援を受けて「義士銘々伝」で成功をおさめた浪曲会中輿の祖・桃中軒雲右衛門口演で生誕地新発田を訪れた時、堀部安兵衛（堀部武庸）・顕彰碑の計画があることを聞き長徳寺に赴き、福岡の自宅に秘蔵する四十七士木像の寄贈を申し出た。
その年の12月14日，富田精策，上野喜永次，高橋静一郎の三人が武庸会の立上げを
計画。
そして、翌年の1913年（大正2年2月4日）「武庸会」が発足した。
4月16日，高橋静一郎氏自ら博多の雲右衛門の自宅に赴き譲り受けた義士木像が
新発田に到着した。義士木像は迎えの三ノ町台輪に乗せられ、高張提灯を先頭に
武庸会、四十七士の装束の芸妓他百数十の祭りのような行列で長徳寺に納められた。 
1929年（昭和4年4月3日）この義士木像を納める「義士堂」が完成し，13代溝口直亮公の書
を中心に建設に賛同した後の元帥・陸軍大将武藤信義や中将・少将，政治家では
首相経験者の若槻禮次郎，新発田出身の高橋光威、芸術家では会津八一，相馬御風
他の「書画」60点が格天井や壁に納められた。

## 文化財
- 本堂[1]・庫裏・行在所[2]・鐘楼・山門及び塀は2017年に国の登録有形文化財[3]を、赤穂四十七士木像及び義士堂（47躯・1棟・附：義士堂扁額、天井書画、堀部安兵衛銅像,「萬山不重」額）は2014年に市指定有形文化財に指定された[4]。

## アクセス
- JR新発田駅より西へ徒歩20分